# Марселисы
Марселисы (нидерл. Marselis) — купеческая семья из Гамбурга, внёсшая значительный вклад в историю России XVII века.
- Марселис, Гавриил (ок. 1570—1643) — гамбургский купец, приехал в Россию при Борисе Годунове и завёл в Москве торговую контору, в компании с Исааком Аменом. При Михаиле Фёдоровиче они доставляли казне большие выгоды и помогали, знанием языков, русским послам за границей
  - Сын его Марселис, Пётр Гаврилович (1602—1672) прибыл в Москву в 1629 году; в 1638 году за разные службы пожалован «гостиным именем» (иноземного купца); через четыре года отправлен в Данию для сватовства датского принца Вальдемара на дочери Михаила Фёдоровича, Ирине. В 1644 года, с тестем Филимоном Акемой, получил право на устройство в северной России железных заводов. Первый привёз в Россию махровую розу. Звали его обыкновенно «датския земли прикащиком и послом».
    - Сын его, Марселис, Леонтий Петрович (1638—1670), продолжал дело отца по устройству железных заводов, завёл первую на Руси вольную почту из Москвы в Ригу и Вильно и содержал её в течение 1668—1676 годов.
    - Брат последнего, Марселис, Христиан, первый в России строил чугуннолитейные заводы с 1678 года, сначала в Олонецком уезде; а в 1685 году, по сведениям пушкарского приказа, таких заводов было несколько в разных уездах.

Примечания